# 西尔韦纳斯·莫利
西尔韦纳斯·格里斯沃尔德·莫利（英語：Sylvanus Griswold Morley，1883年6月7日—1948年9月2日）是美国考古学家、铭文学家和玛雅文化研究专家，对20世纪初期的前哥伦布时期玛雅文化研究做出了巨大贡献。
莫利以大规模地发掘了奇琴伊察遗址而著名，他亦发表了大量关于玛雅象形文字的专著和论文，针对普通读者撰写介绍玛雅的通俗文章。尽管随着玛雅文化研究的发展，他的理论和成果都被重新评估，然而他撰写的论文，尤其是关于瑪雅曆铭文的研究，至今仍然是此领域上重要的参考文献。在他主持由华盛顿卡内基研究所资助的众多项目期间，他指導和鼓励了很多后来獲得顯著成功的人。他研究玛雅文明的执着和热忱使这些项目能得到必要的资助，使古玛雅文明得以揭示。
莫利在第一次世界大战期间是为美國海軍情報局服务的间谍，以在墨西哥和中美洲的野外考古工作为掩护，调查当地的德軍活动和反美运动。逝世后，其间谍身份才被公之于众。

## 早期生活和第一次考察
西尔韦纳斯·G·莫利出生于宾夕法尼亚州的切斯特。他起初攻读土木工程，1904年於賓夕法尼亞軍事學院畢業後，進入哈佛大學攻讀考古學學位。他到达哈佛大學时，一个关于玛雅的艺术品的展览正在举行，这些艺术品是爱德华·赫伯特·汤普森（Edward Herbert Thompson）在奇琴伊察附近的一个洞穴发现的，当时玛雅遗址才挖掘了很小一部分，这个展览激发了莫利对考古学的兴趣。他后来的同事艾尔弗雷德·基德尔（Alfred Kidder）表示，莫利在此之前已經对玛雅感到兴趣：亨利·萊特·哈葛德關於中美洲“ 失落城市”故事的《Heart of the World》，是莫利年轻時特别喜爱的小說。
1907年，莫利从哈佛取得文學士學位毕业后，于同年进行了他的第一次野外工作，前往墨西哥并探测了几处玛雅遗址，包括乌斯马尔等地。他在奇琴伊察停留了几个星期，拜访了爱德华·汤普森，并协助汤普森挖掘了洞穴。当他返回美国的时候，将挖掘出来的艺术品带回了哈佛的皮伯迪博物馆。
1907年夏天，莫利于新墨西哥州圣菲的美国考古学校工作，在美国西南部考察了两个月。在这项任务结束后，他成为学校的永久雇员，在接下来的几年，在美国西南部、墨西哥和中美洲担任不同的野外考察工作。在西南部，他探究古普韦布洛人的遗迹和建筑。和他一起从事这项工作的包括著名艺术家喬治亞·歐姬芙。莫利为前哥伦布时代建筑中独特的圣菲风格的定义作出重大贡献。
1908年，莫利完成哈佛大學文學碩士學位。

## 间谍活动
第一次世界大战时期，莫利收集和报告德國人员在该地区的活动情况，这些消息是美国政府最关心的。根据最新调查，莫利是美国海军情报局安排在该地区的几个以科学研究为伪装的职员之一。他们的任务是收集墨西哥和中美洲地区支持德国反对美国的证据，并寻找德国秘密潜艇基地（后被证实并不存在）。考古学家的身份给莫利提供了一个带着摄影设备在乡间旅行的现成借口。为了寻找德军基地，他自己沿着中美洲的海岸线行走了超过3200公里。
莫利曾经好几次不得不努力说服怀疑他的士兵自己是友善的，有一次还差点暴露身份。有一次在1917年，莫利被一直监视他的洪都拉斯士兵阻止拍摄古西班牙要塞。他对当地政府强烈抗议，聲稱他只是考古学家而非间谍。当地政府无动于衷，直到莫利设法取得了由洪都拉斯总统弗朗西斯科·贝特兰德签发的一封信件，才得以繼續。
莫利将他在该地区观察到的情况和众多资料做了大量分析（报告总计超过1万页），包括详细的海岸线图和指出可能對美國利益构成“威胁”的政治和社会观点。其中的一些报告是经济諜報，详细描述美国大公司如联合果品公司在当地的竞争对手和反对者的情况。
莫利后来的研究成果证明，他也是一个真正的学者和持續對該地區感興趣的考古学家。然而，他在那个时期的研究活动和他的间谍使命来比较是次要任务。研究莫利间谍活动的学者认为他是“美国第一次世界大战时期最好的秘密特工”。战后不久，与莫利同时期的人表示了他们对莫利和一些被怀疑的同事的考古工作双重性的疑虑。其中著名的人类学家弗朗茨·博厄斯的抗议信发表在1919年12月20日的《國家》（The Nation）上。雖然信件没有指出怀疑的考古学家，但它公然抨击了那些中美洲的间谍“把間諜活動偽裝成科學，玷污了科学”。信发布10天后，博厄斯被美国考古协会譴責。直到今天，关于“考古间谍”的争论还在继续，一些评论者指出那些在野外合法工作的考古學家，尤其是那些在敏感政府控制的地区工作的，依然被怀疑并处于危险中。
1915年，莫利根据他野外旅行收集到的素材，出版了他的第一本著作──《An Introduction to the Study of Maya Hieroglyphs》（玛雅象形文字研究导论）。

## 卡内基研究所和奇琴伊察计划
1912年，卡内基研究所宣布为一个人类学部门提供资金。12月，委员会宣称寻求合适的项目，共有三个提案被提交，其中包括莫利的探测和挖掘奇琴伊察计划。
1913年12月，研究所批准了莫利的提案，一个月后任命他主持该项目，但是由于尤卡坦州局势的不稳定以及一战等因素，项目被推迟了11年。直到1923-24年野外考察季节，奇琴伊察的挖掘工作才正式开始。

## 墨西哥和中美洲实地考察
接下来的接近20年，莫利全身心投入到玛雅遗址的开发，监督季节性的考古挖掘和修复工作，在休息季节，他返回美国，为他的发现举行一系列演讲。虽然主要的工作重心在奇琴伊察，莫利也负责卡内基资助的其它玛雅遗址的相关项目，如耶朱地兰（Yaxchilan）、科巴、科潘、基里瓜（Quiriguá）、乌斯马尔、纳兰永（Naranjo）、塞巴尔（Seibal）和乌瓦夏克顿（Uaxactun）。莫利发现了上述的最后一处遗址，即乌瓦夏克顿（位于危地马拉蒂卡尔北面的埃尔佩登）。他相信在那个区域有更多未被人知的古玛雅遗址，因此刊登了广告，如果当地的树胶人提供有关于类似遗址的消息，将得到一定的报酬，那些人分布在茂密的丛林中，寻找天然胶树胶的原料。这样莫利及时得到了信息，也因而有了这个重大发现。该遗址也是他命名的，“uaxactun”来源于玛雅语，他在当地发现了一块石碑，上面的碑文记录了玛雅长期积日制历法的8个周期，这个地名可以直译为“8块石头”，而且它的发音很象“Washington”（华盛顿）的双关语，那里正是卡内基研究所的所在地。
这段时期，莫利在当地的尤卡坦人中聲譽良好，他们仍旧在承受反抗墨西哥政府而发起的尤卡坦阶级战争所带来的灾难。多年来，莫利曾好幾次為他們處理過一些事情，儼如他們的代表，尽管他同时很小心不去招惹墨西哥和美国政府。
不久，他在同时运作研究所的多个项目时出现了困难。1926年，与墨西哥联邦政府发生了一场关于奇琴伊察所在的种植园的所有权的纠纷。幸好在一段时间的停顿后，挖掘和重建工作得以继续进行。由于经费的问题和进度超时，同时有一些重建工作的质量遭到了批评，卡内基董事会开始认为同时运作数个项目不是莫利的所长。1929年，所有的项目的统一管理权移交给艾尔弗雷德·基德尔，莫利则专注于奇琴伊察的工作。
由于长期在中美洲的丛林里艰苦的环境下工作，他的健康恶化，變得非常瘦弱，体质也很差。他得了好几次疟疾而不能痊愈，并且因为大肠炎和一年后的变形虫性痢疾不得不进医院医疗。1930年，他被确診患上充血性心力衰竭，这个病在他的余生一直折磨着他。然而，尽管厌恶丛林的环境，他还是热情不減，不屈不挠地继续他的工作。
在监管工程和开展自己的研究的同时，莫利发表了好几篇关于玛雅象形文字的论文，阐述了他对那些文字的意义的解释。这些论文包括一次1920年在科潘的一次碑铭调查和1932年到1938年之间在埃尔佩登地区多个遗址的大型研究（总计5卷，超过2000页）。

## 发掘奇琴伊察

### 背景

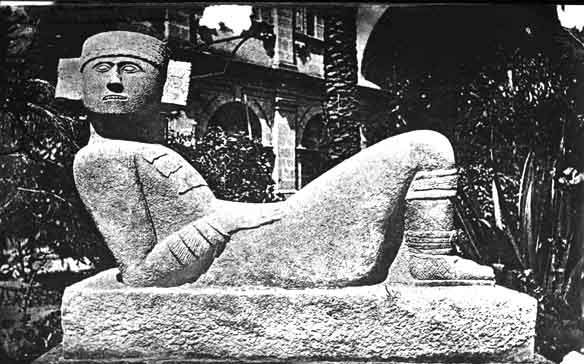
一个查克莫雕像

奇琴伊察遗址位于梅里达以东南約120公里处，尤卡坦州中北部的内陆平原上。据最早的记载，16世纪的征服者来到这里，这个地方开始为欧洲人所知。在西班牙征服尤卡坦战争中，西班牙人在1530年代初期试图将此作为一个营地，作为向内陆区域发动进攻的基地。然而，在当地人猛烈而持久的反抗下，西班牙人在长达几个月的战争后放弃了这个基地。1542年，他们重新回到这个区域，并成功地在梅里达的另一个叫做“Tho”的玛雅城市的建立了首府，便將該城易名梅里達。
虽然当地尤卡坦玛雅原住民依然生活在附近，甚至就生活在以前的范围内，然而奇琴伊察在西班牙人第一次到来之前已经荒芜了很久。“奇琴伊察”（Chichen Itza）的名称来自于当地的居民，遗址长期以来是他们朝圣和举行典礼的地方，由于西班牙人如狄亚哥·迪兰达（Diego de Landa）的记载而为开始被人知晓。“奇琴伊察”的意思大约是“伊察井口”，“井”位于靠近圣泉（Sacred Cenote）的地方，而“伊察”是以前这里居民的名称。在被占领3个世纪后，除了附近建立了几个种植园外，遗址在斯蒂芬斯和卡瑟伍德到来前依旧保存相对完好。
当时整个遗址的具体范围还不清楚，如今已经被认为是尤卡坦地区最大的玛雅遗址。没有显著的证据表明具体遗址荒芜了多久，尽管与其他中南美洲的玛雅地区内更早被废弃的遗址比起来似乎时间不长。
1924年，当莫利和他的团队开始第一次挖掘时，奇琴伊察是一个荒芜的地方，有几座大型的损毁的建筑和许多小型建筑，其中大部分被掩埋在土壤和植被下面。19世纪末期和20世纪初期，一些知名的考古学家如特奥贝托·马勒（Teoberto Maler）、阿尔弗雷德·莫斯莱（Alfred Maudslay）等人曾分别考察过遗址的一些地区，拍摄并做了相关的记录。虽然他们缜密记录了他们的发现，但是并没有大规模挖掘。业余考古爱好者奥古斯塔斯·勒普朗根（Augustus Le Plongeon）和他的妻子艾丽斯·迪克森（Alice Dixon）曾经试图发掘遗址，但是由于经费不足，收获甚少。尽管如此，勒普朗根还是修复了一个雕像，并命名为“查克莫”（Chac-mool），成为遗迹中最著名的雕像之一。虽然之前的调查有一些有趣的结果，遗迹的大部分地区还是与它1842年第一次被探险家约翰·弗洛伊德·斯蒂芬斯（John Lloyd Stephens）和弗雷德里克·卡瑟伍德（Frederick Catherwood）发现时几乎一样，他们详细的旅行报告点燃了公众对这个区域的兴趣。

### 主要发现

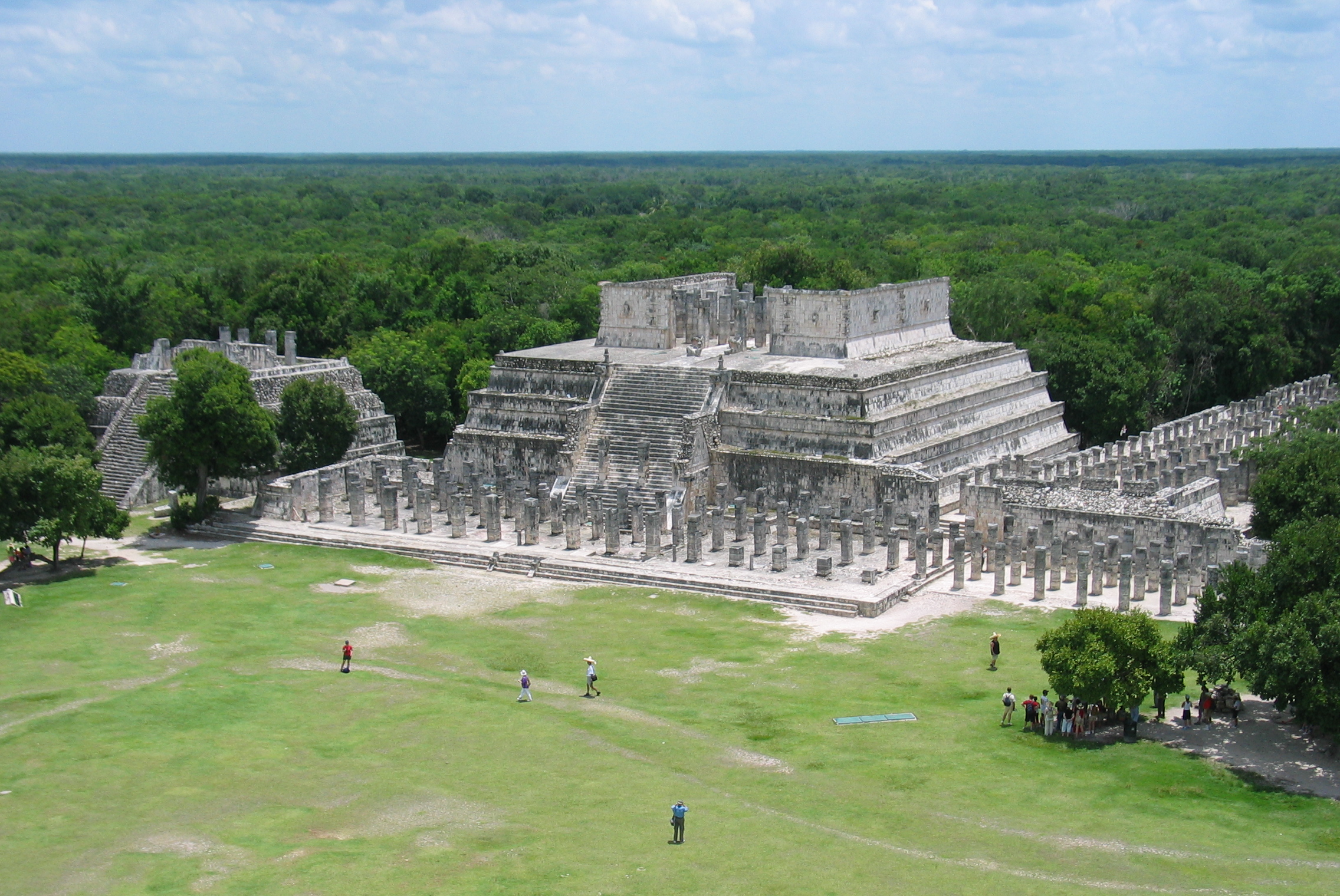
“勇士神殿”由莫利的团队发掘，从正面和延伸的右侧面可以看到“千柱建筑群”

1924年，带着与墨西哥政府签订的可续签的10年挖掘合同，莫利和他的向导厄尔·H·莫里斯（Earl H. Morris）、艺术家安·阿克斯特尔·莫里斯（Ann Axtel Morris）和琼·夏洛特（Jean Charlot）、以及其他人一起开始了他们的第一次勘测。他们选择了看起来是遗址的中央广场的一个区域，那里有一些外露的柱頂。出乎他们的意料，他们发现了一排排独自站立的柱子。他们的惊奇主要是由于在传统的玛雅建筑中，这种柱子几乎没有出现过。这种建筑群在建造和排列上不是玛雅风格，使較早前認為伊琴奇察是個難解之謎的猜想更加確定。如今这个建筑群被称为“千柱建筑群”（Complex of a Thousand Columns），尽管实际上并没有1千根柱子。这种排列方式更象是一千公里之外中墨西哥文明的建筑风格。特别是，这个建筑和其它逐渐被发掘的建筑与图拉的建筑风格很接近，图拉被认为是前哥伦布时期托尔特克的首府，位于今天墨西哥城以北100公里处。
在接下来的几个挖掘季节，他们扩展了挖掘范围，在东面的小山发现了一些其它的特别的建筑，如美洲虎神殿（Temple of the Jaguar）和勇士神殿（Temple of the Warriors）。1927年，他们在勇士神殿下面发现了一个更古老的建筑，因發現另一個獨特的查克穆尔雕像，他們将這建築命名为查克穆尔神殿（Temple of the Chacmool）。这些建筑中有很多濕壁畫，同樣展现出非玛雅风格，或者说是玛雅和非玛雅的混合体。他们还修复了一个后来被确认为天文台的圆形特别建筑──埃尔卡拉科尔（el Caracol）。由墨西哥政府开展的另一个考古发掘队也开始在遗址工作。两个项目划分了挖掘的区域，協作了多年，虽然互相提防但是表面还是做出热情的样子来。
莫里斯负责监督日常的工作，夏洛特为壁画做速写，莫利自己则复制了所有他能找到的碑铭，尤其是日期部分。因为所有的碑铭上的日期都是用缩写的方式记录的，即“短期积日制历法”，只能表示一个事件发生在260年的范围内，所以很难区分出碑铭提及的事件具体发生在哪个特定的范围。到了项目的末期，莫利在这方面的有些工作被赫尔曼·拜尔（Hermann Beyer）更综合的分析方法取代。拜尔记录道：
我经常与西尔韦纳斯·G·莫利博士有不同的意见。毫无疑问，這是因為他是少数研究过奇琴伊察象形文字的考古学家之一。我認同他关于有很多日期和时间的古帝国城市碑铭的研究结果，但是我認為他只分析曆法的方法無法應用於奇琴伊察，因为有關曆法的象形文字太少了。
项目的后期逐渐把重心移到完成主要建筑的修复工作上，因为莫利运作这个项目有两个目的：其一是研究，另一个是修复，从而通过旅游业产生预期的经济效益。

### 发现总结

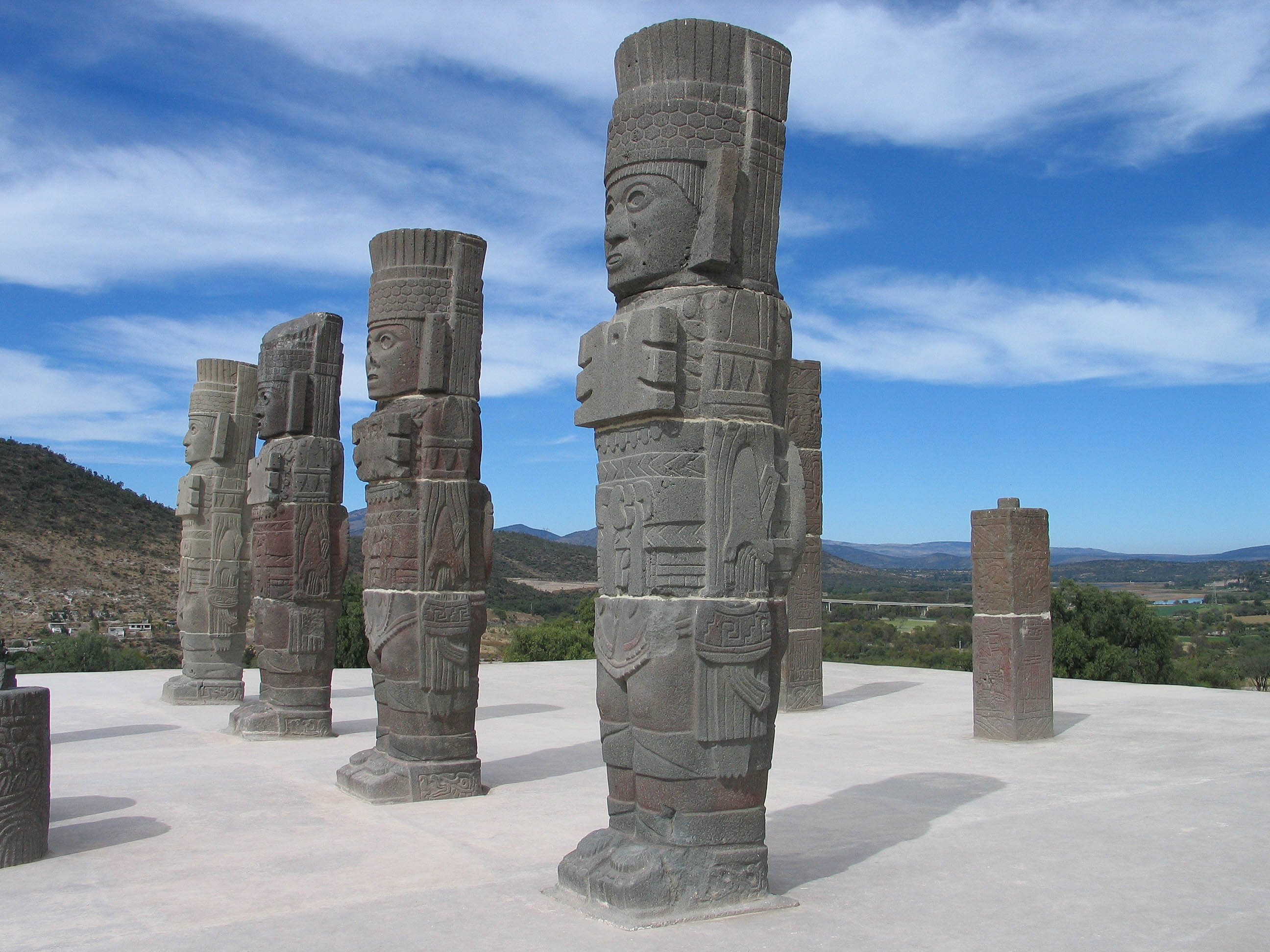
柱状雕像为“Atlantids”风格，代表托尔特克战士，本图显示的雕像是在墨西哥城北部图兰发现，类似风格的雕像被莫利在奇琴伊察发现，进一步表明玛雅文化和中墨西哥文化之间的融合。

他们的研究结果发现奇琴伊察是一个不同寻常的建筑风格的混合体：不仅是有各种各样的玛雅风格，如普克（Puuc）、里奥贝克（Rio Bec）和切尼斯（Chenes）风格，还有受墨西哥风格影响重大的建筑，如埃尔塔欣（El Tajín），更多的是托尔特克风格。这些证据表明遗址在中世纪就有人居住，并于在后古典期达到一个空前繁荣的阶段，遗址显然曾经是一个主要国家。从他们发现的综合风格的建筑和一些关于玛雅人的传说的记载中，形成了这样一种理论，即奇琴伊察曾于公元10世纪某个时期被遥远的西部的托尔特克人入侵和征服，并控制了本地玛雅人大约一个世纪左右。反过来，他们被一个后来形成的混合的玛雅墨西哥民族-伊察所取代。后来的证据表明确切的入侵时间是987年，其首领为一个传奇的托尔特克统治者-他被称作，名字来自中亚美利加洲神灵羽蛇神（Quetzalcoatl）。
通常，莫利对于其它外来民族影响玛雅的观点持反对态度。但是在这个案例中，由于入侵发生在后古典的衰败时期，他觉得可以接受这种观点。尤卡坦托尔特克的入侵的观点成为大部分玛雅学家坚持的观点。然而，从1990年代中期开始的最新研究对这种观点提出了疑问，很多人现在认为实际上并没有入侵过程，相似的建筑风格主要是由于文化传播和贸易，事实上，已经有证据表明这个时期的文化传播在两个方向上都存在。
奇琴伊察的年代依旧是辩论的主题，古典玛雅的衰落也是一个谜。（在中心和南部的遗址都没有证据表明大量的墨西哥人曾被入侵的军队杀戮。）然而，卡内基的挖掘极大地增加了有效的信息资料，并且以范围独立而著称。卡内基运作的遗址重建工作是一个长期的过程，今天遗址已经成为中美洲和墨西哥参观人数最多的前哥伦比亚废墟之一，每年游客超过百万名。

## 项目完成和最后的岁月
大约二十年以后，卡内基奇琴伊察项目于1940年结束，挖掘和研究工作完成，大体上实现原定的目标。莫利回到了美国，担任美国研究学校和新墨西哥博物馆的管理职位。同时他开始了关于古玛雅社会的大规模的著作的撰写，1946年该项工作结束并出版。这是他最著名的专著之一，在他逝世后，被重新校订出版多次。
然而，莫利再也没有回到那片他曾经耗费大量时间和精力的区域，他几乎已经成了他在那里的所做的研究的代名词。1948年，西尔韦纳斯·莫利在他最后的著作出版的两年后逝世，享壽65岁。

## 理论和评价

西尔韦纳斯·莫利所绘的玛雅文字碑铭的草图之一，选自1915年出版的著作。该图描绘了奇琴伊察的一座名为最初系列神庙（Temple of the Initial Series）的一块楣石上的文字，也是在遗址发现的唯一一块用玛雅长期积日制历法记录日期的碑铭。从第二行开始，到A5结束，显示的日期为“10.2.9.1.9 9 Muluk 7 Sak”，即公元878年7月30日。

在西尔韦纳斯·莫利所处的时代，他被广泛认为是玛雅研究学者的主要人物，在学术上可能仅次于埃里克·汤姆森，汤姆森很多观点是与莫利一起提出的。从1920年代后期一直到1970年代中期，莫利、汤姆森和其它人将古玛雅社会和历史的片段串连起来，他们坚持自己的方法是“标准”的解释，其它的方法则需要被评估。然而，当时的关于考古资料中玛雅象形文字的“标准”解释如今遭到了质疑，推翻了关键元素，极大地修正了玛雅历史数据。就莫利自己的研究而言，根据最新的评价，他声誉和才能也有所下降，然而他依旧被认为是该领域的一位重要贡献者。

### 关于古玛雅社会观点
莫利认为古玛雅社会本质上是一个联合的神权政治，专注于天文观测和计算时间流逝的神秘方法。这些汤姆森后来致力于发展完善的理论现在大部分已经被修正了，尽管天文和曆法观测显然对于玛雅人很重要，现在用更历史性的角度来看，当时王朝的继承、政治征服以及实际的知名人物的生活和成就也同样值得关注。
他也相信南部的一些中心地区（如科潘和基里瓜）在古典时期曾联合在一起，并命名为“古帝国”（Old Empire）。这个帝国神秘地瓦解了，但是残余的部分后来移居到北部的位置（如奇琴伊察）形成一个“新帝国”（New Empire）。如今普遍被接受的观点是玛雅区域从来没有联合在一个单一政体的统治下，而是保持了一种的独特的“城市状态”，互相独立存在，即使有不断的互相占领以及弱小民族归顺强势中心的现象。为了支持他的观点，莫利设计了一个比较重要的4层的阶级系统，他是基于当时发现的全部约116个主要的玛雅遗址来得出这个推论。如今更多的遗址被发现，因此他所设计的阶级系统被看作是一个主观的系统，与后来发现的遗址上的文字有很大的冲突。
莫利提出的其他观点包括古玛雅人是中部美洲最早种植玉米的人。最近遗传学研究表明莫利在这个方面的观点大部分是正确的，虽然开始种植的时间（12000年到75000年之前）先于任何玛雅社会建立时间。总之，莫利坚持古玛雅文明是中部美洲先进的文明，其他文化都是受它的影响。现在的研究认为其他社会（如萨巴特克文明和奥尔梅克文明）先于玛雅文明，并反过来影响了玛雅文明，如文字和中美洲日历。即使是在玛雅时代后期，中部美洲如托尔特克对玛雅的影响也是非常之大。不过，玛雅在其周边地区同一时代的文化中确实发挥了影响作用，这一点是显著的并且不能被忽视。

### 玛雅文字
和大部分玛雅学者一样，莫利对玛雅文字的神秘性有着特殊的兴趣。玛雅文字的日历表示方法以及天文数据的含义已经在20世纪初期分析出来。在1930年代，约翰·蒂普勒（John E. Teeple）在莫利的鼓励下解决了字型问题，并将之称为“补充系列”（Supplementary Series）；蒂普勒亦证明了玛雅日历与月相相关，并且可被用来预测月食。然而，尽管他们作出了大量的努力，大部分文字和铭文依旧无法解读。莫利认为，这些无法解读的符号并不用于历史记录，而是“为了精确记录时间而产生的众多表达方式”，且正是它们“构成了玛雅文字的主体”，此外，他还觉得这些文字中根本不会有任何地名；这些观点在当时被广泛地接受。莫利假设玛雅文字系统是基于形意文字或象形文字，而没有语音学的构成。也就是说，每一个字形代表了全部意义和概念，而这些符号的产生方法与写这些符号的人的发音无关。
莫利逝世之后，越来越多的证据有力地否认了莫利的观点。从1950年代俄罗斯语言学家诺罗索夫（Yuri Knorosov）的研究开始，在接下来的几十年中，其它玛雅文化研究研究者如普罗斯库里亚科夫、迈克尔·科（Michael D. Coe）和戴维·凯利（David H. Kelley）更进一步扩展了语音线的问题，虽然与已经广泛接受的观点相反，但是在接下来的工作中，被证明是卓有成效的。1970年代中期，越来越清晰地证明玛雅文字是一种意音文字，一种发音和字型混合在一起构成完整功能的音节文字。
这些研究可以成功解读那些曾经不可理解几乎被莫利和其它旧学者摒弃的许多文字。回顾起来，如果没有莫利以及后来的汤普森坚决反对语音的途径，这些突破将实现得更早一些。因此，大部分莫利推出的理解玛雅文字的方法如今已经不再使用。
莫利对于研究玛雅历和相关的铭文有特殊的兴趣，在这个方面，他做出的推理禁得起后来研究的推敲。他的才能并不在创新方面，而是宣传和解释各种方面的工作成果。由于非常熟悉的多种雕刻风格的卓尔金历（tzolk'in）、哈布历（haab）、长期积日制历法（Long Count） ，因此他特别精通复原饱经风霜已经残缺的碑铭上的日历日期。他主要关注日历的细节，因而经常忽略甚至否认玛雅文字其它非日历的部分，因此他的一些著作的综合性也受到了影响。他之后的玛雅文化学者的一些重要人物认为他的著作比起他的前辈，如特奥伯托·马勒（Teoberto Maler）和阿尔弗雷德·莫斯莱（Alfred Maudslay），在细节和范围上有所不足，低质量的重复，省略的文字，还有一些不正确的插图。

### 考古学
作为多个考古挖掘项目的领导者，西尔韦纳斯·莫利被他的同事和卡内基董事会所尊重和喜爱，尽管后来他的一些管理职位被他人取代。奇琴伊察和其它遗址的修复广受赞赏，但是从他的研究结果和后来出版的著作来说，如此漫长的研究出的成果，并没有和预期的这些项目的价值相匹配。一些后来的玛雅学者如此评论，“尽管卡内基花费了整整17年的时间研究奇琴伊察，这座全球闻名的城市依旧是一个考古学的谜。”在莫利的领导下，相当多的研究的进展不为很多人所知。科还认为很多有才华的人，如汤姆森应该为了后来的旅游业将精力更多地花在修复遗址上而不是在研究上。汤姆森则如此评价自己为卡内基做的工作，“在我的记忆中，我好像移动了每一块被祝福过的石头。”

### 总结
虽然后来的重新评估多少有点黯淡了他的成就的光芒，西尔韦纳斯·莫利在玛雅文化研究者中依然是一个著名并且受尊敬的人物。现在除了玛雅历的研究外，他的出版物大部分已经被新的理论所取代。他的铭文研究工作，也是他个人持久的兴趣所在，虽然在他逝世后被广泛支持了几十年，如今同样也已经过时了。也许如今看来他最大的成就是推动卡内基研究项目，以及他对其它学者的热情和支持，还有修复玛雅遗址的巨大成功，使之闻名于世。他在沟通方面有显著的才华，让普通大众也感受到考古知识的魅力。在他的有生之年，他也许成为了20世纪初期中美洲学者和开拓者的典型，永远带着太阳帽的形象广为人知。有些人甚至推测他的生活经历和成就可能给了斯皮尔伯格的电影角色印第安那·琼斯以灵感；卡内基研究所则认为该角色可能来源于莫利在奇琴伊察的野外向导厄尔·莫里斯。
西尔韦纳斯·莫利作为发言人和代表也被玛雅人所怀念，他与他们共同度过了很多时光，否则他们就缺少了向外界表达一些他们自己想法的直接方式。

## 对其他学者的影响
许多玛雅学者和考古学家是在莫利指导的众多卡内基项目下开始他们的首次研究。约翰·埃里克·西德尼·汤姆森（John Eric Sidney Thompson）和塔蒂阿娜·普罗斯库里亚科夫（Tatiana Proskouriakoff）或许是他们中间最著名的学者。汤姆森很快成为该领域的核心人物和专家。他和莫利一起提出见解，认为古玛雅人是和平的天文学家，着迷于时间和时间的观察。这种观点在接下来的几十年里很盛行。普罗斯库里亚科夫的职业生涯也很成功，并且终身与卡内基研究所保持良好的合作。然而，后来她的研究提供了有力的证据证明汤姆森和莫利所坚持的大部分观点是错误的。
1925年，一位名叫约翰·埃里克·西德尼·汤姆森的年轻的英国剑桥大学考古专业学生写信给莫利，希望能在卡内基在中美洲的发掘项目里谋求一个职位。汤姆森研究了莫利1915年出版的著作，通过该书他自学了玛雅历。莫利说服卡内基研究所雇佣了汤姆森，不久他就来到奇琴伊察，从事建筑修复工作。对于该项工作，汤姆森没有所需的特殊资格。1925到26年的工作季节期间，汤姆森与莫利的关系非常亲密，两人与他们的妻子一起郊游了好几次。事实上，对于新婚的汤姆森，当时正处于蜜月。1926年工作季节结束后，汤姆森离开了卡内基，开始为芝加哥菲爾德自然史博物館工作。这个职位为汤姆森的研究提供了更大的自由度和多样性。虽然两人分开，但是汤姆森和莫利继续保持了良好的关系，一直是志趣相投的伙伴。
在奇琴伊察项目快结束时，莫利无意中看到一位年轻的艺术家和专业绘图员塔蒂阿娜·普罗斯库里亚科夫的绘图。普罗斯库里亚科夫曾经作为没有酬劳的挖掘者，参加过1936年到37年宾夕法尼亚大学考古和人类学博物馆组织的皮那德拉斯·内格拉斯玛雅遗址的考察。她描绘的重建全景的图片质量让莫利印象深刻，因此决定邀请她成为卡内基的雇员。然而，由于当时正处于大萧条的中期，雇佣的资金很紧缺，并且莫利是否具有该权力也尚未明确。在几次尝试后，莫利再次提出新的资金方案，他组织了两项活动，通过捐助凑集资金使普罗斯库里亚科夫前往科潘和尤卡坦州。此举获得了成功，1939年，普罗斯库里亚科夫成为卡内基的一员，并被派遣到科潘为当地遗址的重建图收集数据。莫利帮助普罗斯库里亚科夫的举动是玛雅文化的一个意外收获，之后她在卡内基研究所度过了她的职业生涯，并得到了成功，被誉为她所处时代最重要的玛雅学者之一。

## 著作
莫利的著作包括：
- 1915年 – 《An Introduction to the Study of Maya Hieroglyphs》（玛雅象形文字研究导论）
- 1920年 – 《The Inscriptions of Copán 》（科潘铭文）
- 1938年 – 《The Inscriptions of Petén (5 vols.) 》（佩滕铭文<共5卷>）
- 1946年 – 《The Ancient Maya》（古玛雅）

除了研究工作外，莫利认为将他对玛雅文化的热情与公众分享是一件很重要的事情。他为《自然地理杂志》撰写了一系列关于玛雅和玛雅遗址的通俗介绍的文章。很多后来的考古学家回忆起他们年少时读到这些文章是他们进入到这个领域的重要原因。
莫利所著的《The Ancient Maya》（古玛雅）后来成为好几份伪造的中美洲征服年代的手稿的主要参考来源，如那些被称为玛雅征服史的“卡内克手稿”和其它手稿。这些文件大概写于17世纪左右的，于20世纪中期被发现。这些手稿描绘了玛雅文化的很多方面，并对早期西班牙殖民历史有详细记叙，其中部分甚至包括玛雅文字的插图。尽管这些资料最初被认为是真实的，后来的分析表明和莫利著作的西班牙版本有高度相似性，因此被确认为是于1950年到1965年之间制作的赝品。

## 脚注
1. ↑  《哥伦比亚百科》（第六版，2001年5月），《西尔韦纳斯·格里斯沃尔德·莫利》（Morley, Sylvanus Griswold） （页面存档备份，存于），哥伦比亚大学出版社。
2. ↑  Kidder（1950年），第94页。
3. ↑  Brunhouse （1971年），第32、38页。
4. ↑  Brunhouse （1971年），第41-47页。
5. ↑  Kitchel（2005年）。
6. ↑  Harris 和 Sadler（2003年）。
7. ↑  Price （2006年），第118页。
8. ↑  Price （2006年），第116页。
9. ↑  Price （2003年）。
10. ↑  Harris 和 Sadler （2003年）；Price（2003年）引用。
11. ↑  博厄斯已经知道相关人员的名字，包括莫利和其他三位美国学者：Herbert Spinden、H. E. Mechling 和 J. Alden Mason，参见Patterson （2001年），第53页。
12. ↑  Patterson （2001年），第53页；Price （2006年），第118页。
13. ↑  Patterson （2001年），第53-54页；Price （2006年），第118页。
14. ↑  Price （2003年），同时可参见Price （2006年）"Cloak and Trowel"章节的相关讨论。
15. ↑  Brunhouse （1971年），第64-73页。
16. ↑  Sharer （1994年），第388页。
17. 1 2  Villela（2000年，第2页）。
18. ↑  McVicker（1994年），《夏洛特传记》。
19. ↑  虽然莫利被普遍称为博士，实际上莫利（与很多同时代的人一樣）并没有研究生学位。（Coe 1992年，第127页。 ）
20. ↑  Beyer （1937年），前言第3页。
21. 1 2  Voss 和 Kremer （2000年）。
22. ↑  Houston （1989年）。
23. 1 2  Coe （1992年）。
24. ↑  Morley （1940年，第144–149页），原文：“time, in its various manifestations, the accurate record of its principal phenomena, constitutes the majority of Maya writing.”
25. ↑  Coe （1992年，第143页）。
26. ↑  Coe （1992年，第127–129页）。
27. ↑  Coe （1992年，第128页）。
28. ↑  Coe （1992年，第128页），摘自 Thompson （1963年，第30页）。
29. ↑  Kitchel （2005年）。
30. ↑  卡内基研究所，《Carnegie Celebrates 100 Years of Scientific Breakthroughs 》（卡内基研究所100周年大事记） （页面存档备份，存于），2001年12月10日发表，2007年10月11日查阅。
31. ↑  Coe （1992年），第126页。
32. ↑  Prem （1999年），第126页。